# 1257-й отдельный понтонно-мостовой батальон

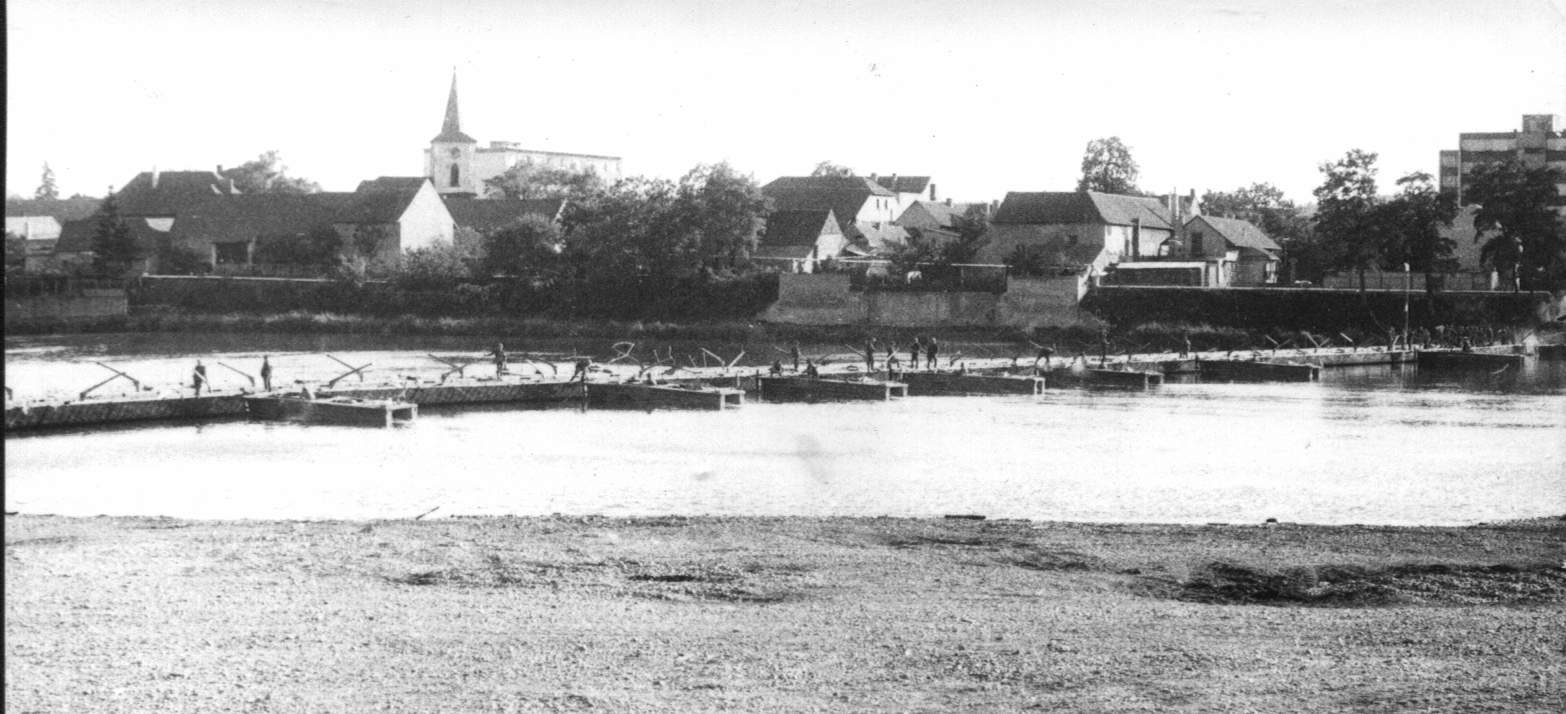
Мост из комплекта понтонно-мостового парка ПМП, наведённый 1257 опомб, в районе Горни-Почапли — Почеплице на реке Лаба (Эльба), ЦГВ.

1257-й отдельный понтонно-мостовой батальон (1257 опомб) воинская часть (отдельный батальон) инженерных войск ВС СССР, в составе Центральной группы войск, позднее БВО и ВС Белоруссии. 
Места дислокации батальона
- Войсковая часть полевая почта № 45427 — Оломоуц, ЧССР.
- Войсковая часть № 52756 — Слобудка, Пружанский район, Брестская область.

## История
Батальон создан в ЧССР на базе 1257-го отдельного инженерно-сапёрного батальона, 38-й армии, ПрикВО.
Был введён на территорию Чехословакии в составе 38-й армии, при проведении операции «Дунай», 21 августа 1968 года. В этом же году 1257 оисб 38 А переформирован в 1257-й отдельный понтонно-мостовой батальон, ЦГВ.
В 1989 году батальон выведен в посёлок Слобудка, Пружанского района Брестской области.
В 1993 году батальон расформирован.

### Командир батальона
- подполковник Скрягин А. В. (1974—1979)
- подполковник Кочнев И. И. (1979—1985)
- подполковник Заболотный В. А. (1985—1991)
- майор Семенович (1991-1992)
- подполковник Александров А. В. (1992—1993)